# Canalidion montanum
Genre
Espèce
Synonymes
- Theridion montanum Emerton, 1882

Canalidion montanum, unique représentant du genre Canalidion, est une espèce d'araignées aranéomorphes de la famille des Theridiidae.

## Distribution
Cette espèce se rencontre en zone Holarctique : en Europe du Nord, en Russie et en Amérique du Nord,.

## Publications originales
- Emerton, 1882 : New England spiders of the family Theridiidae. Transactions of the Connecticut Academy of Arts and Sciences, vol. 6, p. 1-86.
- Wunderlich, 2008 : On extant and fossil (Eocene) European comb-footed spiders (Araneae: Theridiidae), with notes on their subfamilies, and with descriptions of new taxa. Beiträge zur Araneologie, vol. 5, p. 140-469.